# Пингвин (DC Comics)
Пингви́н (англ. Penguin), настоящее имя — О́свальд Че́стерфилд Кобблпо́т (англ. Oswald Chesterfield Cobblepot) — суперзлодей комиксов DC, противник Бэтмена. Создан писателями комиксов Бобом Кейном и Биллом Фингером, дебютировал в Detective Comics #58. Пингвин изображён как пухлый человек маленького роста, известный своей любовью к птицам, являющийся известным гангстером и вором в преступном мире. Второй по значимости враг Бэтмена.

## Биография
Наследник богатого семейства Освальд Честерфилд Кобблпот из-за своего уродливого внешнего вида оказался вне высшего общества, вследствие чего ему пришлось заниматься криминалом.
Со временем Освальд «завязал» со своим прошлым и стал добропорядочным владельцем ночного клуба «Салон Айсберг». Тем не менее, он не чурается прятать у себя бывших сообщников, когда те находятся в бегах, а также снабжать необходимой информацией (естественно, за деньги) все заинтересованные стороны — как Бэтмена, так и преступников.

## Силы и способности
Освальд Кобблпот — интеллектуал и стратег преступного мира. Ведомый только личным интересом, Пингвин часто полагается на хитрость, остроумие и запугивание, чтобы эксплуатировать своих подручных. Он обычно планирует преступления, но редко сам участвует в них. В основном всю «чёрную работу» выполняют его подручные, однако он способен и сам постоять за себя, особенно когда возникает прямая угроза его планам. Несмотря на свою отнюдь не спортивную фигуру и маленький рост, он проворен и силён, мастерски владеет приёмами нескольких систем рукопашного боя.
Пингвин всегда носит с собой зонтик. Безобидные на вид, эти зонтики буквально напичканы оружием, таким, как автоматы, ракеты, лазеры, огнемёты и устройства для распыления кислоты. Также Пингвин использует зонтик с функцией вращающихся лезвий. Такой зонтик может служить мини-вертолётом, шпагой или даже щитом.
Получив своё прозвище из-за внешнего сходства с пингвином, Освальд Кобблпот активно использует разнообразные виды птиц для осуществления своих преступлений. Одевается с подчёркнутой (хотя и старомодной) элегантностью — всегда носит чёрный фрак и высокий цилиндр. Никогда не расстаётся с моноклем.

## Вне комиксов

### Кино

Пингвин в фильме Бэтмен возвращается

- Самое первое появление Пингвина в кино произошло в первом полнометражном фильме о Бэтмене 1966 года. Там Пингвин является главным злодеем. Он управляет другими злодеями и придумывает план. В 60-х был злодеем номер 1 в комиксах. Джокер в те годы не был таким зловещим, как впоследствии. В старых мультсериалах, например, было очень много серий с Пингвином, а в кроссовере старого мультсериала и мультсериала о Скуби-Ду Пингвин снова является мозгом, тогда как Джокер просто его помощник. В том самом фильме его сыграл Бёрджесс Мередит — популярный актёр, дважды номинант на одну из главнейших премий Голливуда «Оскар». Наиболее известен в России по первым трём частям серии фильмов Сильвестра Сталлоне «Рокки», где он сыграл престарелого тренера, сделавшего из Рокки чемпиона. Бёрджесс Мередит играл Пингвина и в телесериале «Бэтмен».
- В фильме «Бэтмен возвращается» роль Пингвина сыграл известный итало-американский актёр Дэнни Де Вито. Здесь Освальд Кобблпот представлен генетическим мутантом. Он родился в богатой семье, однако из-за его уродства и характера (убил залезшего в кроватку кота) родители избавились от него, сбросив коляску с Освальдом с моста в канализацию. Но он выжил (его вырастили и воспитали живые пингвины из заброшенного городского зоопарка) и спустя 33 года возвращается в Готэм-сити, чтобы захватить в нём власть. Объединившись с коррумпированным бизнесменом Максом Шреком, он быстро завоёвывает популярность в городе и готовится стать его мэром. Главной своей задачей он ставит убийство всех перворождённых сынов аристократии города, намереваясь подставить в этом Бэтмена. Однако супергерою удаётся его разоблачить, и Пингвин скрывается. Уйдя в канализацию, он планирует взорвать весь центр города при помощи радиоуправляемых пингвинов. Бэтмен снова мешает ему и приводит их прямо к логову злодея. Пингвин гибнет от полученных ран. После его смерти, группа пингвинов хоронят его тело в воде.
- В фильме Зака Снайдера «Лига справедливости» присутствует отсылка к персонажу. В одной из сцен Альфред Пенниуорт говорит: «Я скучаю по тем дням, когда самой большой нашей проблемой были радиоуправляемые бомбы-пингвины».
- Пингвин выступил одним из злодеев в фильме «Бэтмен» Мэтта Ривза, где его сыграл известный ирландский актёр Колин Фаррелл[5]. На момент событий фильма он только набирает себе репутацию в качестве криминального авторитета, но уже получил своё прозвище «Пингвин», которое ему жутко не нравится. Для роли Фаррел носил пластический грим (делавший его неузнаваемым) и фэтсьют, поскольку в своё время имел негативный опыт с набором веса. В январе 2022 года WB опубликовала фотографии ряда персонажей, согласно которым образ Пингвина основан на комиксах (например костюм). Фаррелл рассказал, что его персонажу в фильме дано девять минут экранного времени[6]. Пингвин предстаёт как помощник Кармайна Фальконе, пытающийся стать чем-то большим. В одной из сцен Бэтмен гонится за ним на Бэтмобиле, чтобы допросить. Когда под конец фильма Фальконе погибает от рук Загадочника, Пингвин берёт на себя управление его клубом «Айсберг Лаунж».

### Телевидение
- Пингвин — один из основных противников Тёмного рыцаря в сериале «Бэтмен» 1960-х. Его роль исполнил актёр Бёрджесс Мередит.
- Робин Лорд Тейлор играет молодого Пингвина в сериале Готэм. Сюжетной линией показано его восхождение со статуса рядового бандита до криминального авторитета к моменту появления Бэтмена.
- Сольный сериал о Пингвине, продолжает сюжет фильма Мэтта Ривза, о дальнейшем восхождении Кобблпота по лестнице криминального мира Готэма[7][8]. Колин Фаррелл продолжил играть роль Пингвина[9].

### Мультипликация

Пингвин в мультсериале «Бэтмен» 2004 года

Пингвин появляется в ряде проектов анимационной вселенной DC. В оригинале его озвучивал Пол Уильямс за исключением мультфильма Бэтмен: Тайна Бэтвумен, где в этом качестве выступил Дэвид Огден Стайерс. В российском дубляже Юрий Маляров (мультфильмы о Бэтмене) и Алексей Гурьев (Супермен):
- В мультсериале Batman: The Animated Series образ персонажа основан как на фильме Тима Бёртона (внешний вид, физические недостатки), так и комиксах (утончённые манеры и индивидуальные черты). Наряду с Джокером является единственным злодеем, чья история не рассказана в сериале. Является благородным разбойником со своим кодексом чести, имел привязанность к птицам, которых активно использовал в своих преступлениях. Высокомерно относился к буржуазному быту и пренебрежительно — к своим подручным преступникам[10].
- Злодей появляется в сериале The New Batman Adventures. Эта версия ещё сильнее ориентируется на комиксы как во внешнем виде, так и в вопросе его бытия. Злодей занимается бизнесом и преступными делами, владея ночным клубом «Салон Айсберг» и оказывая посреднические услуги другим преступникам. В вышедшем в декабре 2020 года и созданном продюсерами сериала Аланом Бернеттом и Полом Дини комиксе Batman: The Adventures Continue #16 внешние перемены персонажа были объяснены перенесённой им пластической операцией после восстановления от нанесённых Джейсоном Тоддом травм[11].
- Эпизодически появляется в мультсериале Superman: The Animated Series (эпизод «Knight Time»).
- Упоминается в мультсериале Бэтмен будущего: один из костюмов злодея пребывает в Бэт-пещере («Black Out»), сам он является одним из героев в мюзикле The Legend of Batman («Out of the past»).
- В мультсериале Justice League Unlimited «Салон Айсберг» появляется в серии «This Little Piggy».

В мультсериале 2004 года «Бэтмен» Освальд Кобблпот прибывает в Готэм-сити после разорения семьи Кобблпотов, которой пришлось оставить Англию, чтобы не опозориться. Пингвин обитает в старом, полуразрушенном особняке семьи, где держит специально дрессированных птиц, которые воруют драгоценности для него. Также он имеет различные зонты с различными механическими устройствами внутри. Единственный, кого Освальд ненавидит больше, чем Бэтмена, это миллиардер и филантроп Брюс Уэйн, у которого есть и деньги, и внешность. Роль озвучил Томас Кенни.
В анимационном фильме 2005 года «Бэтмен против Дракулы» Пингвин сбегает из «Аркхэма», чтобы украсть у мафии сокровища, которые спрятаны в гробнице. Но во время её вскрытия оживает Дракула и делает Пингвина своим слугой. Джокер также оказывается конкурентом Пингвина, он хочет взять сокровища, но оказывается вампиром, потом исцеляется благодаря Бэтмену и попадает назад в «Аркхем». В конце Бэтмен побеждает Дракулу, и Пингвин становится собой, он находит сокровища мафии, но тут его арестовывает полиция и отправляет его обратно в «Аркхэм».
В анимационном фильме «Бэтмен. Нападение на Аркхэм» (2014) Пингвин сотрудничает с Амандой Уоллер и помогает её Отряду Самоубийц проникнуть в психиатрическую лечебницу Аркхэм. Его озвучивает Нолан Норт.
В мультфильме 2015 года «Безграничный Бэтмен: Животные инстинкты» Пингвин является главным злодеем. Он создал Зверотряд, в составе которого было несколько злодеев-животных (Гепарда, Крок-убийца, Горрила Гродд и Мэн-бэт), с их помощью он хотел обнажить золотую сердцевину метеорита, попутно уничтожив Готэм… В результате изъянов в плане, он сбегает, но из-за Зелёной стрелы его летательный аппарат попадает на Южный полюс, где его решили взять в свои ряды пингвины. Пингвин возвращается в Готэм в мультфильме «Безграничный Бэтмен: Роботы против мутантов».
Пингвин появляется в небольшом камео в конце анимационного фильма «Бэтмен: Дурная кровь».
Является одним из главных злодеев в мультфильме «Бэтмен: Возвращение рыцарей в масках».
В анимационном веб-сериале 2019 года Харли Квинн Пингвина озвучивал Уэйн Найт.
В мультсериале «Бэтмен: Крестоносец в плаще» Пингвин является женщиной по имени Освальда Кобблпот. Её озвучила Минни Драйвер.

### Видеоигры
- В игре по кинофильму 1992 года Batman Returns Пингвин собирается с помощью реактивных пингвинов уничтожить Готэм. Сражается против Бэтмена в подземелье.
- В игре «Lego Batman: The Videogame» Пингвин является одним из главных антагонистов игры. Он собирает отряд из Бэйна, Женщины-Кошки, Убийцы Крока и Мэн-бэта. Его планом является попытка увеличить и продать кристалл а затем взорвать Готэм-сити с помощью пингвинов-подрывников.
- В игре «Lego Batman 2: DC Super Heroes» Пингвин появляется в паре кадров: первый раз при попытке сбежать из Аркхема (где его надо остановить), и после прохождения игры является одним из боссов, после прохождения, которого Пингвина можно купить для свободной игры.
- В игре «Lego Batman 3: Beyond Gotham» Пингвин является главным злодеем в эпизоде «Бэтмен тот же там же», а также персонажем для дополнительной миссии.
- Также появляется в игре Batman: The Telltale Series.
- В игре Gotham Knights роль озвучил Элайас Туфексис.

#### Серия игр Arkham
В Batman: Arkham Asylum, биографию Пингвина можно разблокировать, разгадав загадку в Особняке Аркхэма или в отделении Интенсивной терапии.
Во второй части, Batman: Arkham City, Пингвин является одним из главных антагонистов игры. Жесток, имеет тягу к садизму и коллекционированию. Семья Кобблпотов разорилась из-за конкуренции с Уэйнами в гостиничном бизнесе, из-за чего Освальд, приобщившийся к криминалу в ходе обучения в Европе (и приобрёдший лондонский акцент), затаил к ним ненависть. В результате потасовки в его левом глазу осталось бутылочное донышко, ставшее своеобразным моноклем. Имеет во владении один из районов Аркхэм-сити, борется с бандами Двуликого и Джокера. Сделал своей базой Музей естественной истории Сайруса Пинки, к экспонатам которого добавил собственные трофеи (вроде замученных представителей конкурирующих банд и собственных подчинённых, имеющегося в наличие оружия или превращённых в чучела ручных гиен Харли Квинн). В задней части музея открыл ночной клуб «Айсберг Лаунж». В подчинении у него огромный зомби Соломон Гранди, а также он захватил Мистера Фриза и его криогенные технологии. После поражения от руки Бэтмена территория Пингвина отходит Двуликому. Актёр озвучивания — Нолан Норт.
В игре Batman: Arkham Origins, является одним из антагонистов игры. Занимается торговлей оружием и владеет собственным пассажирским лайнером «Окончательное предложение» (англ. Final Offer). Бэтмен допрашивает преступника с целью узнать местонахождение Чёрной Маски, но появляется Детстроук и Пингвину удаётся сбежать. В дополнении Cold, cold heart в обмен на доступ к криооружию со своей группировкой помогает Мистеру Фризу похитить из особняка Брюса Уэйна главу «ГотКорп» Фэрриса Бойла, желая отомстить за свою семью Кобблпот сжигает здание. Однако в здании «ГотКорп» из-за недоверия друг к другу два злодея вступают в конфликт, в ходе которого Фриз заковывает Пингвина в лёд, которого из этого положения Бэтмен освобождать отказывается.
В финальной части Batman: Arkham Knight, является одним из антагонистов, значась в списке «Особо опасные». Снабжает оружием боевиков и погромщиков, имея склады по всему городу. После уничтожения всех складов Бэтменом и Найтвингом, Бэтмен привозит и запирает Пингвина в карцере полицейского участка Готэма вместе с остальными антагонистами из списка «Особо опасных».Поскольку по сюжету действие проходит осенью, Пингвин потерял свою шубку с длинной шерстью и стал выглядеть более «грязным», на его рубашке видны следы пота и пятна от еды, а голова обрита под ноль..

### Пародия
- Муви 43 / Movie 43 (США; 2013) в роли Пингвина Джон Ходжмэн.

## Критика
Пингвин № 51 в списке 100 величайших злодеев комиксов по версии IGN.